# Carretera de Luisiana 14
La Carretera de Luisiana 14 (abrevada LA 14 y conocida en inglés como Louisiana Highway 14) es una carretera estatal ubicada en el estado estadounidense de Luisiana. La carretera pasa junto a la parroquia de Calcasieu, la parroquia de Jefferson Davis, la parroquia de Vermillion y la parroquia de Iberia en Luisiana. La carretera tiene una longitud de 100,44 millas (161,6 km), y corre en sentido oeste-este. La carretera 14 es a menudo llamada como "The Four Lane" por los residentes locales. 